# Trochogyra leptotera
Trochogyra leptotera es una especie de molusco gasterópodo de la familia Charopidae en el orden de los Stylommatophora.

## Distribución geográfica
Se encuentra en Argentina, Brasil, Chile Paraguay y Uruguay.